# NGC 6810
NGC 6810 este o galaxie seyfert de tip 2⁠(d) situată în constelația Păunul. A fost descoperită în 1834 de către John Herschel. Se află la o distanță de 29,24 de megaparseci de Pământ.